# Внезапно изчезване
„Внезапно изчезване“ (на английски: Vanishing Point) е американски филм от 1971 година, екшън на режисьора Ричард Сарафян.
В центъра на сюжета е бивш автомобилен състезател и полицай, който се опитва да прекара за рекордно време спортен автомобил от Колорадо до Калифорния, подложен е на преследване от полицията, но не се отказва от целта си. Главните роли се изпълняват от Бари Нюман и Клийвън Литъл.